# Lubomír Hargaš
Lubomír Hargaš (Ivančice, Checoslovaquia, 16 de octubre de 1967) es un deportista checo que compitió para Checoslovaquia en ciclismo en la modalidad de pista, especialista en la prueba de tándem.
Ganó seis medallas en el Campeonato Mundial de Ciclismo en Pista entre los años 1987 y 1993.

## Medallero internacional
| Representando a Checoslovaquia     |                      |                   |             |
| Campeonato Mundial                 |                      |                   |             |
| Año                                | Lugar                | Medalla           | Competición |
| 1987                               | Viena (Austria)      | Medalla de bronce | Tándem (A)  |
| 1988                               | Gante (Bélgica)      | Medalla de bronce | Tándem (A)  |
| 1989                               | Lyon (Francia)       | Medalla de plata  | Tándem (A)  |
| 1991                               | Stuttgart (Alemania) | Medalla de plata  | Tándem (A)  |
| 1992                               | Valencia (España)    | Medalla de plata  | Tándem (A)  |
| Representando a la República Checa |                      |                   |             |
| 1993                               | Hamar (Noruega)      | Medalla de bronce | Tándem      |